# The Boy Who Cried Werewolf
The Boy Who Cried Werewolf (Brasil: Castelo do Medo / Portugal: O Rapaz Lobisomem) é um telefilme lançado pelo Nickelodeon no dia 22 de outubro de 2010, nos Estados Unidos, e no Brasil no dia 1 de setembro de 2012. O filme é estrelado por Victoria Justice, Brooke Shields e Chase Ellison, e fala sobre uma garota chamada Jordan Sands, que acaba virando uma lobisomem após sua mudança para uma mansão assustadora. A estreia do filme foi vista por 5.8 milhões de telespectadores na TV norte-americana.